# Сражение при Куртепе
Сражение при Куртепе — эпизод осады Варны в ходе русско-турецкой войны (1828—1829). Сражение при Куртепе произошло 18 (30) сентября 1828 года.
Осенью 1828 года русские войска осадили Варну. С юга для освобождения крепости турки направили корпус Омер-паши Вриони. 10 сентября, в ходе усиленной рекогносцировки, Омер-пашу атаковал сводный отряд полковника графа Юзефа Залуского из состава войск генерал-адъютанта Е. А. Головина, блокировавших Варну с юга. Отряд Залуского с большими потерями (погибли 1 генерал, 17 офицеров и 450 нижних чинов) отошёл к основным силам. 13 сентября корпус пересёк реку Камчия. 14 сентября Омер-паша занял позицию на горе Куртепе, в 2 км от отряда генерала Головина, и стал укрепляться. Получил от верховного визиря подкрепления и численность корпуса достигла до 25—30 тыс. человек при 16 орудиях. 16 сентября предпринял атаку на отряд К. И. Бистрома (8500 человек, 9¾ батальонов, 11 эскадронов, 22 орудия) на мысе Галата, поддержанную гарнизоном Варны.
18 сентября принц Евгений Вюртембергский начал наступление двумя колоннами общей численностью 8476 человек. Одна колонна из 10 эскадронов под командованием принца Вюртембергского наступала от Мимисофляра (Приселци), вторая под командованием Н. О. Сухозанета (10 батальонов, 4 эскадрона и 42 орудия) от Гаджи-Гасан-Лара (Бенковски). В 10 часов колонны соединились у турецкого укрепления в седловине, которое заняли без потерь. Турки начали атаку, в ходе контратаки русские войска проникли в укреплённый турецкий лагерь, но были выбиты оттуда. К вечеру отряд принца Вюртембергского отступил к Гаджи-Гасан-Лару. Войска Бистрома не поддержали действия принца Вюртембергского.
Операция русских войск среди лесистой, гористой и сильно пересечённой местности окончилась неудачей. Кровопролитный бой стоил русским до 1400 человек убитыми. Принц Вюртембергский был ранен. Отряд Бистрома, атаковавший в тот же день позиции турок, потерял 500 человек. Прусский граф Х. фон Мольтке писал:
Атака на Куртепе является одним из самых блестящих дел похода 1828 года; хотя предположенное нападение и не увенчалось успехом, но храбрость русских войск произвела на турок столь сильное впечатление, что последствия этого боя существенным образом повлияли на исход кампании.
Бой у Куртепе заставил Омер-пашу отказаться от мысли прорваться в Варну и удержал его на месте до конца осады. 29 сентября крепость сдалась и Омер-паша отступил, преследуемый русскими войсками.